# Björnhultsgölen
Björnhultsgölen är en sjö i Sävsjö kommun i Småland och ingår i Lagans huvudavrinningsområde. Sjön är 2,5 meter djup, har en yta på 0,0613 kvadratkilometer och är belägen 214,2 meter över havet.

## Delavrinningsområde
Björnhultsgölen ingår i det delavrinningsområde (634143-142364) som SMHI kallar för Utloppet av Stora Värmen. Avrinningsområdets medelhöjd är 219 meter över havet och ytan är 23,48 kvadratkilometer. Det finns inga delavrinningsområden uppströms utan avrinningsområdet är högsta punkten. Vattendraget som avvattnar avrinningsområdet har biflödesordning 4, vilket innebär att vattnet flödar genom totalt 4 vattendrag innan det når havet efter 233 kilometer. Delavrinningsområdet består mestadels av skog (64 procent) och jordbruk (10 procent). Avrinningsområdet har 3,14 kvadratkilometer vattenytor vilket ger det en sjöprocent på 13,4 procent.